# Milltown-Head of Bay d'Espoir
Milltown-Head of Bay d'Espoir est une municipalité située dans la province de Terre-Neuve-et-Labrador.